# Anacamptorrhina
Anacamptorrhina är ett släkte av skalbaggar. Anacamptorrhina ingår i familjen Cetoniidae.
Kladogram enligt Catalogue of Life:
| Anacamptorrhina | \| \| Anacamptorrhina concolor \| \| \| \| \| \| Anacamptorrhina corrusca \| \| \| \| \| \| Anacamptorrhina fulgida \| \| \| \| \| \| Anacamptorrhina ignipes \| \| \| \| |
|                 | \| \| Anacamptorrhina concolor \| \| \| \| \| \| Anacamptorrhina corrusca \| \| \| \| \| \| Anacamptorrhina fulgida \| \| \| \| \| \| Anacamptorrhina ignipes \| \| \| \| |
|                 | Anacamptorrhina concolor |
|                 | |
|                 | Anacamptorrhina corrusca |
|                 | |
|                 | Anacamptorrhina fulgida |
|                 | |
|                 | Anacamptorrhina ignipes |
|                 | |